# Человек на Луне (роман)
Человек на Луне (англ. The Man in the Moone) — книга английского епископа англиканской церкви Фрэнсиса Годвина (1562—1633), в которой описано «путешествие утопического открытия». На протяжении долгого времени её считали одной из ранних работ автора, но теперь большинство сходится во мнении, что книга написана в конце 1620-х годов. Впервые опубликована посмертно в 1638 году под псевдонимом Гонсалес Доминго. Работа примечательна своей ролью в так называемой «новой астрономии» — ответвлении астрономии, сформировавшемся под влиянием Николая Коперника. Хотя Коперник является единственным упомянутым по имени астрономом, книга также опирается на теории Иоганна Кеплера и Уильяма Гилберта. На астрономические теории Годвина в значительной степени повлиял Галилео Галилей со своим Sidereus Nuncius (1610), но, в отличие от Галилея, Годвин предполагает, что тёмные пятна на Луне — это моря, одна из многих параллелей с книгой Кеплера 1634 года Somnium.
Испанец по имени Гонсалес вынужден бежать из страны после того, как убил человека на дуэли. Заработав себе состояние в Ост-Индии, он решает вернуться в Испанию, но заболевает по пути домой и отправляется выздоравливать на остров Святой Елены. Там он обнаруживает вид диких лебедей — ганса, способных перевозить значительные грузы, и изобретает устройство, позволяющее ему запрячь большую группу этих птиц вместе и летать вокруг острова. Как только Гонсалес полностью выздоравливает, он продолжает свой путь домой, но английский флот атакует его корабль у берегов Тенерифе. Он использует свою летающую машину, чтобы бежать к берегу, но как только благополучно приземляется, к нему приближаются враждебные туземцы, поэтому он опять вынужден взлететь. На этот раз его птицы летят выше и выше, до Луны, которой они достигают после двенадцати дней полёта. Там Гонсалес сталкивается с лунными жителями, людьми высокого роста и христианами по вере, населяющих этот мир, который кажется утопическим раем. За полгода жизни среди них Гонсалес начинает скучать по дому и переживать за здоровье своих птиц, поэтому возвращается на Землю. Он попадает в Китай, где его немедленно арестовывают как мага, но после изучения языка ему удаётся завоевать доверие местного мандарина. История заканчивается встречей Гонсалеса с группой иезуитских миссионеров, которые отправляют в Испанию письменный отчёт Гонсалеса о своих приключениях.
Некоторые критики считают, что Человек на Луне, наряду с романом Кеплера Somnium («Сон»), были одними из первых произведений в жанре научной фантастики. Эта книга была хорошо известна в XVII веке, и даже вдохновила пародии Сирано де Бержерака и Афры Бен, но не нашла себе надлежащего места в истории критики. Недавние исследования были сосредоточены на теории языка Годвина, механике лунного путешествия, а также его религиозной позиции и симпатиях, о которых свидетельствует книга.

## Предпосылки и контекст
Годвин, сын Томаса Годвина, епископа Бата и Уэллса, в 1578 году становится студентом Крайст-черч (Оксфорд), где в 1581 году получил степень бакалавра искусств, а затем в 1584 году магистра искусств; после привлечения к церкви он получил степень бакалавра (1594) и доктора богословия (1596). Достиг популярности (даже на международном уровне) в 1601 году после издания его Каталога епископов Англии после первого появления христианской религии на этом острове, который позволил ему быстро подняться в церковной иерархии. При жизни был известен прежде всего как историк.

### Научные достижения и спекуляции на тему Луны

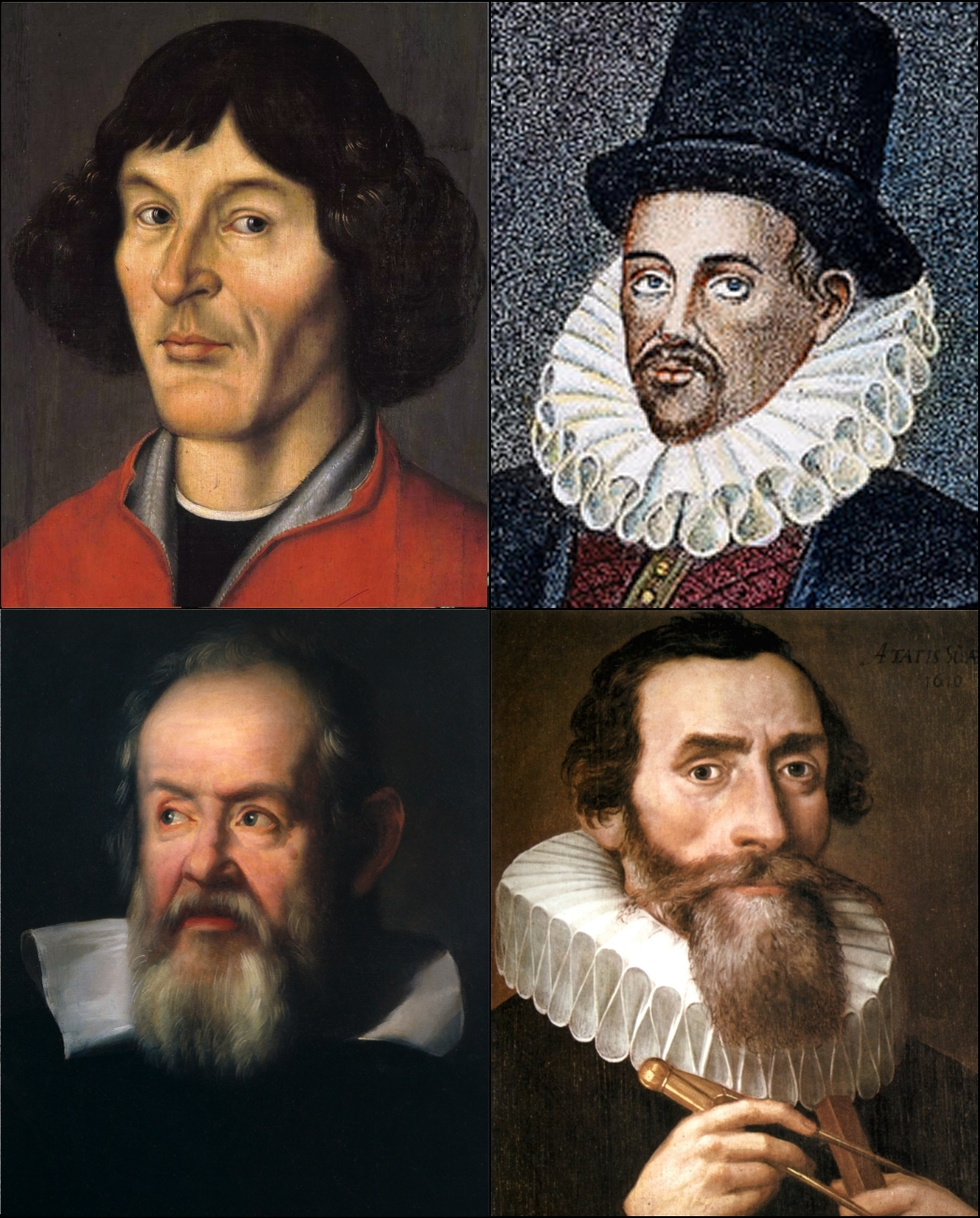
По часовой стрелке с верхнего левого угла: Коперник, Гильберт, Кеплер, Галилей

Книга Годвина появилась во времена значительного интереса к Луне и другим астрономическим явлениям и важных усовершенствований в астрономических наблюдениях, математике и механике. Влияние, в частности, Николая Коперника, привело к возникновению так называемой «новой астрономии»; Коперник — единственный астроном, чьё имя упоминает Годвин, но просматриваются также теории Иоганна Кеплера и Уильяма Гильберта. Публикация Галилео Галилея 1610 года — Sidereus Nuncius («Звёздный Вестник») — оказала значительное влияние на астрономические теории Годвина, хотя Годвин предлагает (в отличие от Галилея), что тёмные пятна на Луне — это моря, одно из многих сходств между Человеком на Луне и романом Кеплера 1634 года Somnium sive opus posthumum de astronomia lunaris («Сон, или Посмертное сочинение о лунной астрономии»).
Спекуляции на тему заселённости Луны не были новы для западной мысли, но они усилились в Англии в начале XVII века: в 1603 году Филемон Холланд перевёл Моралии Плутарха, таким образом введя греко-римские спекуляции на эту тему в английский язык, а такие поэты, как, например, Эдмунд Спенсер, предложили идею заселённости иных миров, включая Луну. Расширение географических представлений о мире также стимулировало такие мысли. В 1630-х годах появилась публикация перевода Правдивой истории Лукиана (1634), которая содержала два описания путешествия на Луну, и новое издание Неистового Роланда Лудовико Ариосто, также с путешествием на Луну. В обеих книгах Луна обитаема. Этой теме придали важное религиозное значение такие авторы, как Джон Донн, который в книге Конклав Игнатия (1611, новые издания в 1634 и 1635 годах) сатирически изобразил «сумасшедшую (lunatic) церковь» на Луне, основанную Люцифером и иезуитами. Спекуляции на тему Луны достигли апогея в конце десятилетия после публикации «Человека на Луне» Годвина (1638) и «Открытия лунного мира» Джона Уилкинса (также 1638, новая редакция 1640).

### Дата написания

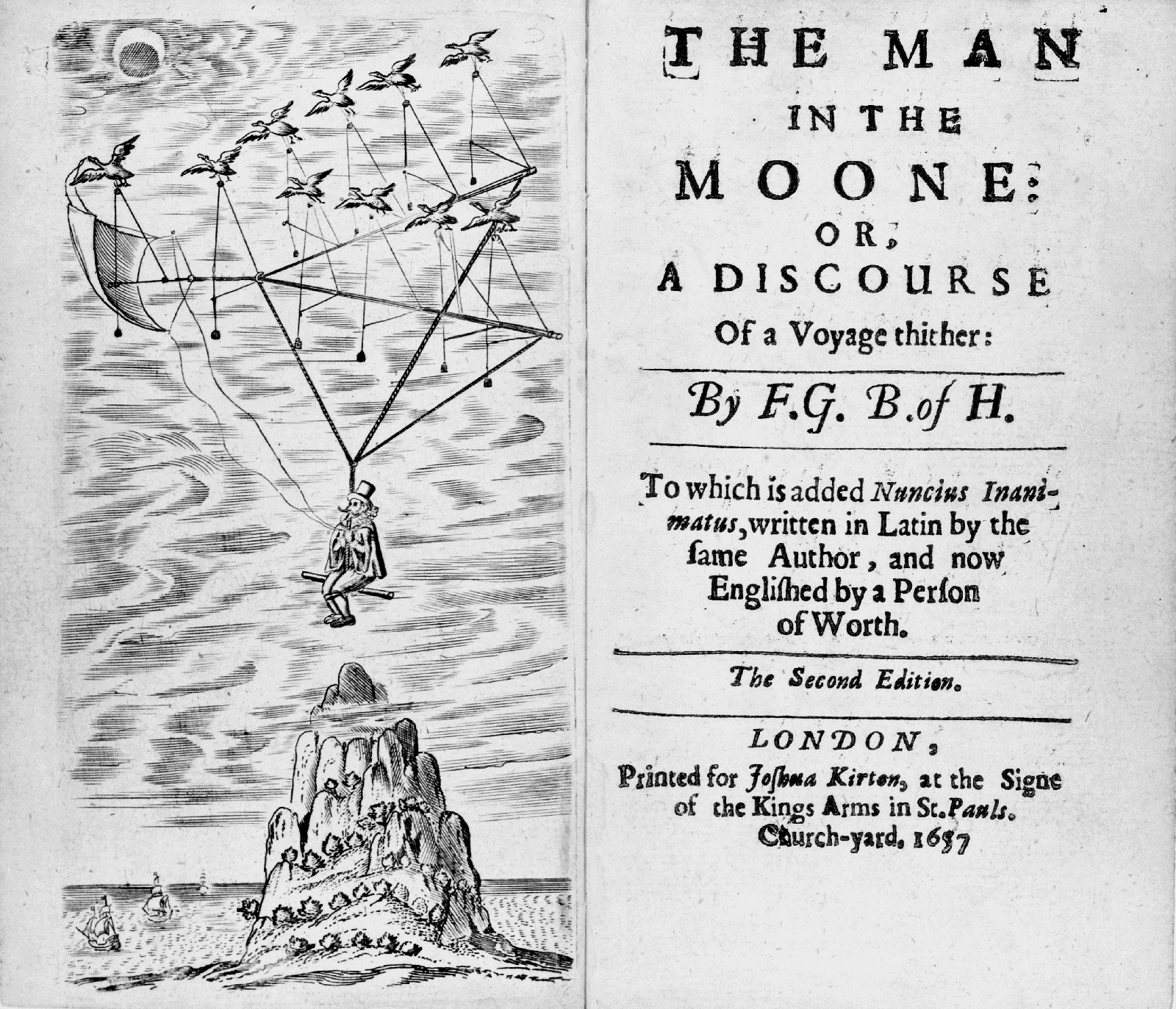
Фронтиспис и обложка второго издания (1657), теперь вместо псевдонима инициалы «F. G. B. of H.» («Francis Godwin, Bishop of Hereford»)

Пока Грант Макколли, историк современной английской литературы, не опубликовал работу «Датировка Доминго Гонсалеса Годвина» в 1937 году, считалось, что Годвин написал Человека на Луне в период своего раннего творчества, возможно, во время пребывания в церкви Христа с 1578 по 1584 годы или в конце 1603 года. Но Макколли предложил значительно более позднюю дату, 1627 или 1628 год, на основе внутритекстовых и биографических свидетельств. Ряд идей о физических свойствах Земли и Луны, включая утверждения о «таинственном свойстве, которое действует таким же образом, как магнит притягивает железо», появились не ранее 1620 года. Годвин, видимо, позаимствовал концепцию использования стаи сильных, натренированных птиц для полета на Луну из Sylva sylvarum («Естественная История») Фрэнсиса Бэкона, опубликованной в июле 1626 года. Все эти свидетельства подтверждают датировки Макколли «1626-29, с вероятными годами написания 1627-28», которые сейчас являются общепринятыми.
Уильям Пул, в своём издании Человека на Луне 2009 года, приводит дополнительные доводы в пользу более поздней даты написания. Он утверждает, что Годвин, скорее всего, узнал о Иезуитской миссии в Китае (основана в 1601 году) из издания Purchas his Pilgrimage Сэмюела Перчаса 1625 года. Эта книга содержит редакцию De Christiana expeditione apud Sinas («О христианской экспедицию в Китай, осуществленную Обществом Иисуса») Николя Триго (1615), которая в свою очередь была редакцией рукописи священника-иезуита Маттео Риччи. Пул также видит влияние Роберта Бертона, который во втором томе Анатомии меланхолии размышлял о получении астрономических знаний с помощью телескопических наблюдений (со ссылкой на Галилея) или космических путешествий (Лукиан). В издании Анатомии 1628 года есть раздел планетарные периоды, который приводит для Марса период в три года, а если бы Годвин использовал De Magnete (1600) Уильяма Гильберта, то эта цифра равнялась бы двум. Наконец, Пул указывает на то, что он называет «родовым заимствованием»: если детали, например, относительно марсианского периода могли быть заимствованными из других источников, то Бертон и Годвин — единственные тогдашние писатели, которые соединили интерес к внеземной жизни с интересом к зеленым детям Вулпита, историей XII века о двух таинственных зеленых детях, найденных в графстве Саффолк.
Одно из «крупнейших интеллектуальных заимствований» Годвина приходится на De Magnete Гильберта, в котором Гильберт утверждал, что земля магнитная, хотя он мог использовать производный текст Марка Ридли или учебник по географии Нафанаила Карпентера. Маловероятно, чтобы Годвин мог сам собрать первоисточники, которые он использует при описании событий в своей книге (такие как детали возвращения Гонсалеса с востока, особенно описание острова Святой Елены и его значение как места отдыха для больных моряков), более вероятно, что он опирался на приключенческие и другие книги. При описании миссии в Китай он использовал De Christiana expeditione apud Sinas (1615) Триго, написанную на основе рукописи Маттео Риччи, основателя иезуитской миссии в Пекине в 1601 году. Детали, касающиеся морского путешествия и Святой Елены, вероятно, происходят из отчёта Томаса Кэвендиша о его первом кругосветном плавании, доступного в книгах Principal Navigations Ричарда Хаклюйта (1599—1600) и Purchas His Pilgrimage, впервые опубликованной в 1613. Информация о Голландском восстании, исторический контекст в начале карьеры Гонсалеса, вероятно, взята из анналов Эманюэла ван Метерена, голландского историка, жившего в Лондоне.

### Англоязычные издания и переводы

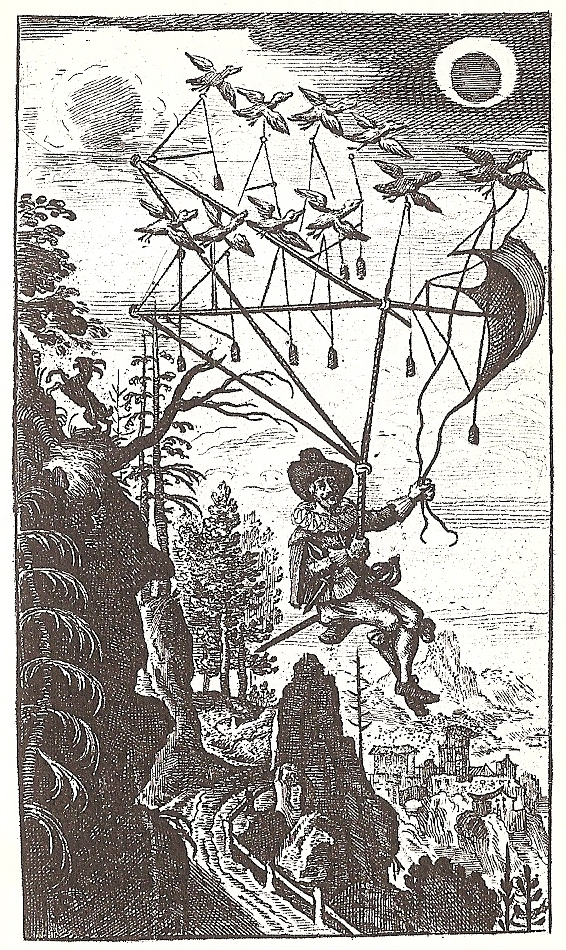
Фронтиспис «Der Fliegende Wandersmann nach dem Mond» 1659

Макколли знал лишь один сохранившийся экземпляр первого издания, в Британском музее (ныне Британская библиотека C.56.c.2), который стал основой для его издания Человека на Луне и Nuncius Inanimatus (оба 1937 года); это издание критиковала литературный критик Кэтлин Тиллотсон за отсутствие текстовой аккуратности и последовательности. В своём обзоре, опубликованном за шесть лет до того, Г. В. Лоутон вспоминает вторую копию в Национальной библиотеке Франции, V.20973 (теперь RES P — V — 752 (6)), упущение, которое заметил и Тиллотсон.
Для текста своей редакции 2009 года Уильям Пул тщательно сравнил копию из Бодлианской библиотеки Оксфорда (Ashm. 940(1)) с копией в Британской библиотеке. Печатник первого издания Человека на Луне указан на титульном листе как Джон Нортон, продавцами книги были Джошуа Киртон и Томас Уоррен. Книга также содержит эпистолу, которая представляет работу, приписываемую «Е. М.», возможно, вымышленный Эдвард Махон, которого Stationers' Register индентифицирует как переводчика с испанского. Пул предполагает, что Эдвард Махон, возможно, был Томасом или Морганом Годвином, одним из двух сыновей епископа, которые работали с отцом над телеграфной связью, но добавляет, что третий сын Годвина, Пол, также мог быть вовлечён. Частичный пересмотр рукописи (первая половина содержит даты по григорианскому календарю, вторая половина всё ещё использует устаревший юлианский), указывает на незаконченность рукописи, которую Пол, возможно, получил после смерти отца и передал своему бывшему коллеге Джошуа Киртону: Пол Годвин и Киртон были учениками одного и того же печатника, Джона Билла, и работали там вместе в течение семи лет. Пол, возможно, просто продолжил обман «E. M.» бессознательно и/или мог быть ответственным за частичный пересмотр рукописи. Во втором издании, опубликованном в 1657 году, было добавлено произведение Годвина Nuncius Inanimatus (на английском и латыни; впервые опубликовано в 1629 году). Третье издание вышло в 1768 году. Его текст был сокращенным, а роль введения выполняло описание острова Святой Елены (печатника Натаниэла Крауча).
Французский перевод L’Homme dans la Lune Жана Бодуэна впервые вышел в свет в 1648 году и выдержал четыре переиздания. В этой французской версии отсутствует рассказ о лунном христианстве, то же самое касается многих переводов на её основе, в частности, перевода на немецкий язык Der fliegende Wandersmann nach dem Mond 1659 года, ошибочно приписываемого Гансу Якобу Кристоффелю фон Гриммельсгаузену. Йохан ван Бростерхёйсен (ок. 1594—1650) перевел книгу на голландский язык, голландский перевод — возможно Бростерхёйсена, хотя атрибуция неопределена — выдержал семь изданий в Нидерландах между 1645 и 1718 годами. Второе издание 1651 года и последующие, включают продолжение неизвестного авторства, в котором говорится о дальнейших приключениях Гонсалеса.

## Сюжет
Повествование ведётся от первого лица как рассказ Доминго Гонсалеса, вымышленного автора книги. В своём вступительном слове к читателю вымышленный переводчик «E. M.» обещает «an essay of Fancy, where Invention is shewed with Judgment». Гонсалес является гражданином Испании, вынужденным бежать в Ост-Индию после убийства человека на дуэли. Там он зарабатывает состояние на торговле драгоценными камнями и решает вернуться в Испанию. По дороге домой тяжело заболевает и вместе с негром-слугой Диего высаживается на острове Святой Елены, который славится своим «умеренным и здоровым» климатом. Нехватка продовольствия заставляет Гонсалеса и Диего жить за несколько миль друг от друга, но Гонсалес разрабатывает различные системы, позволяющие им общаться. В конце концов, он придумывает обмениваться с Диего сообщениями и продовольствием с помощью птиц ганса, которых описывает как вид диких лебедей. Гонсалес постепенно начинает понимать, что эти птицы способны нести значительные грузы, и решает построить устройство, которое могло бы поднять человека, если в него запрячь много таких лебедей. Это позволило бы ему легче передвигаться по острову. После успешного испытательного полета он решает продолжить свое путешествие домой, надеясь, что сможет наполнить мир [своею] славой и популярностью". Но на обратном пути в Испанию, в сопровождении своих птиц и устройства, которое он называет двигателем, его атакует английский флот у берегов Тенерифе, поэтому он вынужден бежать, взлетев в воздух.
После короткого пребывания на Тенерифе Гонсалес вынужден снова взлететь из-за скорого приближения враждебных туземцев. Но вместо того, чтобы приземлиться в безопасном месте среди испанских жителей острова, лебеди летят все выше и выше. В первый день своего полета Гонсалес сталкивается с «иллюзиями 'демонов и злых духов'» в виде мужчин и женщин, с некоторыми из которых он имеет возможность общаться. Они дают ему еду и питье на дорогу и обещают безопасно посадить в Испании, но лишь при том условии, что он присоединится к их «братству» и «заключит с ними такие соглашения, которые они заключили со своими Капитаном и Мастером, чье имя они не могут назвать». Гонсалес отклоняет их предложение и после двенадцатидневного путешествия достигает Луны. Вдруг почувствовав сильный голод, он открывает провизию, которую ему дали на пути, но находит там лишь сухие листья, козью шерсть, животный помет и вино, которое «воняет как лошадиная моча». Вскоре его обнаруживают жители Луны. Это люди высокого роста и христианской веры, они наслаждаются счастливой и беззаботной жизнью в своеобразном пасторальном раю. Гонсалес обнаруживает, что в этом явно утопическом государстве порядок поддерживается путем замены провинившихся детей земными детьми.
Жители Луны разговаривают на языке, который состоит «не столько из слов и букв, сколько из мелодий и странных звуков». Гонсалес в некоторой степени овладевает им после нескольких месяцев тренировки. Через шесть месяцев после прибытия Гонсалес начинает беспокоиться о состоянием своих лебедей, трое из которых умерли. Опасаясь, что в случае дальнейшей задержки он может никогда не вернуться на Землю и снова увидеть своих детей, он решает покинуть своих хозяев, взяв с собой в подарок драгоценные камни от Верховного монарха Луны, Ирдонозура. Камни эти трёх видов: полеастис могут хранить и производить большое количество теплоты; макбрус производят большое количество света; эбелус — одна сторона камня, если присоединить к коже, делает человека невесомым, если коснуться другой стороны, человек приобретает половину прежнего веса.
Гонсалес запрягает лебедей в свой двигатель и 29 марта 1601 года покидает Луну. Примерно через девять дней он приземляется в Китае, не встретив на пути повторно иллюзий мужчин и женщин. Приземление облегчает камень эбелус, который помогает птицам избежать падения на землю, поскольку вес Гонсалеса и его двигателя грозил стать чрезмерным для них. Его сразу же задержали и доставили к местному мандарину, обвинив в магии, и, как следствие, он попадает в заключение во дворце мандарина. Он учится разговаривать на местном диалекте китайского языка и, после нескольких месяцев заключения, предстает перед мандарином, чтобы рассказать о себе и своём прибытии в Китай. Этот рассказ приносит ему доверие и поддержку. Гонсалес слышит о группе иезуитов, и ему позволяют их посетить. Он пишет отчёт о своих приключениях, отправку которого в Испанию организуют иезуиты. История заканчивается страстным пожеланием Гонсалеса, чтобы ему однажды разрешили вернуться в Испанию, и «что обогатив свою страну знанием этих тайн, я смогу по крайней мере пожинать славу моих счастливых несчастий».

## Темы

### Религия
История разворачивается во времена правления королевы Елизаветы I, период религиозных конфликтов в Англии, когда была не только угроза возрождения римско-католической церкви, но и велись споры внутри протестантской Церкви. Когда Гонсалес впервые встретил жителей Луны, он воскликнул: «Jesu Mari», после чего лунатики упали на колени. Хотя они и почитают имя Иисуса, но не знакомы с именем Мария, поэтому можно предположить, что они протестанты, а не католики; Пул придерживается такого же мнения: «Отсутствие их реакции на имя Марии говорит о том, что они не совершили ошибки Католической Церкви, несмотря на то, что некоторые институты на Луне выглядят по-католически». Начиная с 1580-х годов, когда Годвин был студентом Оксфордского университета, вышло много публикаций, критиковавших руководство созданной англиканской церкви, пока в 1586 году не ввели цензуру, вызвавшую «Полемику Марпрелата». Мартин Марпрелат — анонимный автор или авторы нелегальных трактатов, нападавших на церковь и опубликованных в 1588—1589 годы. Ряд комментаторов, в частности Грант Макколли, предполагали, что Годвин решительно выступал против введения цензуры, что выражалось в надежде Гонсалеса, что опубликование сведений о его путешествии не может нанести «вред католической вере». Джон Кларк предположил, что Полемика Марпрелата, возможно, вдохновила Годвина дать богу Луны имя Мартин, но как епископ англиканской церкви, маловероятно, чтобы он симпатизировал позиции Марпрелата. Критики не согласны с такими мнениями о вере лунатиков Годвина. В отличие от Кларка и Пула, Дэвид Кресси утверждает, что падение лунатиков на колени после возгласа Гонсалеса (подобный ритуал происходит при дворе Ирдонозура) свидетельствует о «весьма механической форме религии (именно так большинство протестантских современников Годвина воспринимали католицизм)».
К тому времени, когда вышел в свет Человек на Луне, дискуссия о множественности миров уже начала склоняться в пользу существования внеземной жизни. Для христианских мыслителей такая множественность была тесно связана с Христом и его искуплением за грехи человеческие: если существуют другие миры, то там также происходили подобные истории, и Христос тоже искупил их своей жертвой? По словам Филиппа Меланхтона, богослова XVI века, который тесно сотрудничал с Мартином Лютером, «невозможно представить себе, что существует множество миров, потому что невозможно представить, что Христос ещё много раз умирал и воскресал, нельзя и считать, что в любом другом мире без познания Сына Божия людям будет дарована вечная жизнь». Аналогичные замечания делал Кальвинистский теолог Ламбер Дано. В середине XVII века, дело разрешилось в пользу множественности миров, которую среди прочих приняли Генри Мор и Афра Бен; «к 1650 году вопрос елизаветинского оксфордского экзамена an sint plures mundi? („может существовать много миров?“ — на который правильный аристотелевский ответ был „нет“) был заменен на диспутационный тезис quod Luna sit habitabilis („что Луна может быть пригодной для жизни“ — на который ответом могло быть „возможно“, если не „да“)».

### Лунный язык

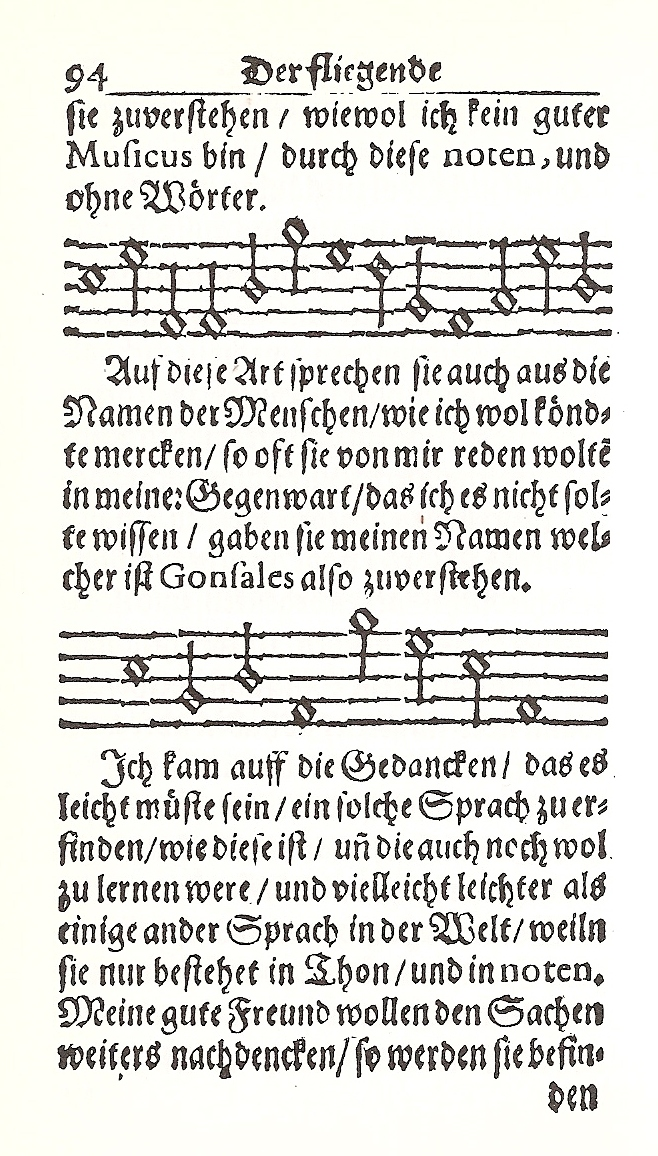
Транскрипция лунного языка. Немецкое издание 1659 года

Годвин всю жизнь интересовался языками и передачей информации (как это видно в различных средствах общения, которые Гонсалес применял для обмена информацией со своим слугой Диего на острове Святой Елены), и это было темой его Nuncius inanimatus (1629). Язык, с которым Гонсалес сталкивается на Луне, не похож ни на один из знакомых ему. Гонсалесу понадобились месяцы, чтобы научиться достаточно быстро общаться с жителями Луны. Хотя словарь этого языка ограничен, но его выразительные возможности умножаются, поскольку смысл слов и фраз также зависит от тона. Искусственные языки были важным элементом более ранних фантастических рассказов, таких как «Утопия» Томаса Мора, «Гаргантюа и Пантагрюель» Франсуа Рабле и Mundus Alter et Idem Джозефа Холла; со всеми этими книгами Годвин был знаком. П. Корнелиус написал работу об искусственных языках в выдуманных путешествиях XVII и XVIII веков, в которой утверждает, что совершенная, рационально организованная речь свидетельствует о просветительском рационализме. Как утверждает Г. Невилл-Дэвис, искусственный язык Годвина совершеннее, чем, например, Мора, в одном аспекте: на нём говорят на всей Луне, и он не пострадал от земного расхождения языков после падения Вавилонской башни.
Одним из источников Годвина при создании лунного языка был De Christiana expeditione apud Sinas Триго. Гонсалес приводит два примера разговорных фраз, записанных шифром, который позже объяснил Джон Вилкинс в Mercury, or The Secret and Swift Messenger (1641). Описание китайского языка Триго дало Годвину идею дать лунному языку тональность и обратить внимание на тональность в языке китайских мандаринов, с которыми Гонсалес встретился после возвращения на Землю. Гонсалес утверждает, что в отличие от множества языков в Китае (что делает их носителей неспособными понимать друг друга), язык мандаринов является универсальным благодаря тональности (он отказывает в этом свойстве другим диалектам китайского). Таким образом, мандарины способны поддерживать культурно-духовное преимущество, что напоминает представителей верхушки общества на Луне, и является контрастом к разнообразию разговорных языков в расколотой и морально разложившейся Европе и других странах. Ноулсон утверждает, что использование термина «язык» является преувеличением и что правильным термином является «шифр»: «несмотря на утверждение Годвина, эта музыкальная „речь“ вовсе не является языком, а просто шифром, которым можно записать буквы существующего языка». Он предполагает, что источником Годвина могла быть книга Джоанна Баптисты Порты, чья De occultis literarum notis (1606) содержит точное описание метода, который Годвин позаимствовал.

## Жанр
Книгу относили к разным жанрам. На момент первого издания книги литературный жанр утопической фантастики был в зачаточном состоянии, но критики распознали, как Годвин использовал утопическую установку для критики тогдашних институтов: по словам Мориса Беннетта, Луна была «идеальной перспективой для взгляда на землю» с её «моральными установками и социальными институтами». Другие критики называют жанр книги как «утопия», «ренессансная утопия» или «плутовские приключения». Хотя некоторые критики утверждают, что это одно из первых произведений научной фантастики, отсутствует общий консенсус, что это даже «прото-научная фантастика».
Ранние комментаторы признали, что книга является своего рода плутовским романом, и сравнения с Дон Кихотом были сделаны ещё в 1638 году. По структуре и содержанию Человек на Луне несколько напоминает анонимную испанскую повесть «Ласарильо с Тормеса» (1554); обе книги начинаются с генеалогии, а их действие начинается в Саламанке, и рассказывают о человеке, который в поисках удачи путешествует от хозяина к хозяину. Но большинство критиков согласны с тем, что Годвин не придерживается плутовского жанра на протяжении всей книги, и намеренно достигает «перехода жанров».
Книга Годвина выдержана в духе почтенной традиции литературы путешествий, которая сочетает восторг от путешествий в незнакомые места с утопической рефлексией. Предшественниками называют Утопию Мора, а также отчёт о путешествие Америго Веспуччи. Годвин мог опираться на большой корпус текстов с описаниями плаваний, которые совершает их герой, в частности книги Хаклюйта и Яна Гюйгена ван Линсхотена, а также рассказы участников иезуитской миссии в Пекине.

## Критика и влияние
Книга «Человек на Луне» вышла через пять месяцев после «Открытие лунного мира» Джона Уилкинса, впоследствии епископа Честера. Уилкинс, обсуждая пятна на Луне, ссылается один раз на Годвина, но не его книгу. Однако в третьем издании «The Discovery» (1640) Уилкинс кратко описывает книгу Годвина, а потом в Mercury (1641) он комментирует Человека на Луне и Nuncius Inanimatus, говоря, что «текст первой можно использовать для раскрытия секретов второй». Человек на Луне быстро стала международным «источником юмора и пародии»: Сирано де Бержерак, используя перевод Бодуэна 1648 года, спародировал его в книге «Иной свет, или государства и империи Луны» (1657); путешественник в книге Сирано встречает Гонсалеса, который всё ещё находится на Луне и «деградировал до состояния ручной обезьянки». Эта книга вдохновила то, что называют первым научно-фантастическим текстом в Америке, Syzygies and Lunar Quadratures Aligned to the Meridian of Mérida of the Yucatán by an Anctitone or Inhabitant of the Moon… Мануэля-Антонио де Риваса (1775). Лунный язык Человека на Луне непосредственно или через Сирано де Бержерака мог повлиять на язык Лапуты Джонатана Свифта, который был дальним родственником Годвина.
Человек на Луне стала популярным источником для «часто экстравагантно поставленных комических драм и опер», в частности, на создание пьесы 1678 года Император Месяца Афру Бена «вдохновило… третье издание [Человека на Луне] и английский перевод книги Сирано де Бержерака», а также Мир на Луне (1697) Элканы Сеттла. Чудеса на Солнце, в царстве птиц (1706) Томаса Д'Урфи был «настоящим продолжением, с главными героями Доминго и Диего». Её популярность не ограничивалась Англией: голландский фарс Don Domingo Gonzales of de Man in de maan, ранее приписываемый перу Марии де Вилде, вышел в 1755 году.
Влияние книги продолжалось и в XIX веке. Эдгар Аллан По в приложении к рассказу «Необыкновенное приключение некоего Ганса Пфааля» назвал её «единственной в своем роде и в некоторой степени гениальной небольшой книгой». По предполагал, что автор мог быть французом. Жюль Верн в своей С Земли на Луну (1865) высказал такое же предположение, что наталкивает на мысль, что оба могли читать книгу в переводе Бодуэна. Первые люди на Луне (1901) Герберта Уэллса имеет ряд параллелей с вымыслами Годвина, в частности, использование камня для создания невесомости. Впрочем, Человек на Луне получила лишь «вялое внимание в журналах английской литературы», и её значение умаляется в исследованиях утопической литературы. В своей книге Утопическая мысль в западном мире Фрэнк Е. Мануэль и Фритци П. Мануэль (победитель National Book Award for Nonfiction 1979 года) вспоминают её лишь вскользь, говоря, что Годвин «рассматривает прежде всего механику полета с помощью группы птиц», и что Человек на Луне, подобно книгам Бержерака и Вилкинса, лишена «высокой серьёзности и единой нравственной цели».
Несущие груз птицы Гонсалеса также оставили свой след. В Оксфордском словаре английского языка содержится статья для ганса (gansa): «Птицы (которых также называют 'дикие лебеди'), поднявшие Доминго Гонсалеса на Луну в романе Ф. Годвина». В качестве этимологии словарь предлагает слово ganzæ из перевода 1601 года Естественной истории Плиния старшего, автором которого был Филемон Холланд. Михаэль ван Лангрен («Langrenus»), голландский астроном и картограф XVII века, назвал в честь ганса один из лунных кратеров, Gansii, впоследствии переименованный в Галлей.

## Современные издания
- The Man in the Moone: or a Discourse of a Voyage thither by Domingo Gonsales, 1638. Facsimile reprint, Scolar Press, 1971.
- The Man in the Moone and Nuncius Inanimatus, ed. Grant McColley. Smith College Studies in Modern Languages 19. 1937.[8] Repr. Logaston Press, 1996.
- The Man in the Moone. A Story of Space Travel in the Early 17th Century, 1959.
- The Man in the Moone, in Charles C. Mish, Short Fiction of the Seventeenth Century, 1963. Based on the second edition, with modernised text (an «eccentric choice»).[27]
- The Man in the Moone, in Faith K. Pizor and T. Allan Comp, eds., The Man in the Moone and Other Lunar Fantasies. Praeger, 1971.[41]
- The Man in the Moone, ed. William Poole. Broadview, 2009. ISBN 978-1-55111-896-3.

### Монографии оЧеловеке на Луне
- Anke Janssen, Francis Godwins «The Man in the Moone»: Die Entdeckung des Romans als Medium der Auseinandersetzung mit Zeitproblemen. Peter Lang, 1981.[42]

## Заметки
1. ↑  Бюргер приводит издания 1651, 1654, 1666, и 1671 годов.[11]
2. ↑  Немецкий перевод "Человека на Луне" выходил в свет в 1660 и 1667 годах с текстами Бальтазара Венатора[нем.], один из которых также является повествованием о лунном путешествии; Гриммельсгаузен написал дополнение к "Человеку на Луне" издания 1667 года (очевидно, чтобы заполнить 13 пустых страниц, по запросу его печатника Иоганна Йонатана Фельбекера). С тех пор его имя стало ассоциироваться с "Человеком на Луне", хотя это приложение не вошло в его избранные произведения. По данным Бюргера, немецким переводчиком "Человека на Луне" возможно был Хиронимус Имхоф (1606-1668) из Вольфенбюттеля, воспитатель принцев при дворе Августа Младшего;[13] неправильная атрибуция перевода Гриммельсгаузену встречается еще в 1945 году.[14]
3. ↑  В. Г. ван Сетерс отмечает, что в 1651 году двое голландских печатников, Якоб Беньямин в Амстердаме и И. Г. ван Хаутен в Гааге, опубликовали различные продолжения повествования, обе в связке со вторым издание книги Годвина; продолжение Беньямина подписано E. M., инициалы годвиновского вымышленного рассказчика. Продолжение ван Хаутена существует лишь в одной печати, но он очевидно планировал третий том, продолжение продолжения.[16]
4. ↑  Сигналы на расстоянии были одним из "личных пристрастий" Годвина.[20]
5. ↑  В момент написания книги, Англия была в состояниивойны с Испанией.
6. ↑  По версии Годвина, поскольку Земля магнитная,[2] то только начального толчка достаточно, чтобы избежать ее магнитного притяжения, и этот толчок осуществляют лебеди.[22]
7. ↑  Годвин приводит зеленых детей Вулпита в качестве примера лунных детей, которых отослали на Землю. Лунного бога зовут Мартинус, что может быть связанным с родиной зеленых детей, Землей Святого Мартина.[23]
8. ↑  Гонсалес размышляет, что обратная дорога заняла на два дня меньше, поскольку его лебедям уже не терпелось домой, или же, что земля имеет более магнетическое притяжение.[24] Современный математик Эндрю Симосон указывает, что уменьшение длительности также можно объяснить тем, что лебеди летят прямо по направлению к видимой Луне. Поэтому вместо движения по прямой они описывают кривую погони, догоняя Луну в ее вращении вокруг Земли. Но поскольку Земля вращается вокруг Солнца медленнее, чем Луна вокруг Земли, то кривая погони для обратного пути была соответственно короче, а следовательно путешествие домой быстрее.[25]
9. ↑  Иезуитскую миссию в Пекине основали 1601 года Маттео Риччи и Диего де Пантоха[англ.].[9]
10. ↑  Это пересмотренное издание его De furtivis literarum notis, vulgo de Ziferis libri iiii, впервые опубликованного в 1563 году в Неаполе.